# Goerodes doligung
Goerodes doligung är en nattsländeart som beskrevs av Malicky 1979. Goerodes doligung ingår i släktet Goerodes och familjen kantrörsnattsländor. Inga underarter finns listade i Catalogue of Life.